# 木門郡
木门郡，中国南北朝时设置的郡。
南朝梁普通六年（525年）置木门郡，属巴州。治所在伏强县（今四川省旺苍县东南木门镇）。辖境约当今四川省旺苍县东南部。承圣二年（553年）被西魏占领，北周沿置，下辖伏强县、池川县。隋文帝开皇三年（583年）废木门郡，地属巴州。